# Michael Büttner
Michael Büttner (auch: Bütner, Bötnerus; * 17. Juni 1599 in Eisenach; † 4. Mai 1677 in Sellenstedt, heute zu Adenstedt) war Anwalt und Syndikus der Berg- und Hüttenwerke in Clausthal und ab 1633 Domherr (Kanonikus), ab 1645 Senior und schließlich ab 1650 Abteirat und Lehnssekretär des evangelischen Damenstifts Gandersheim.

## Leben

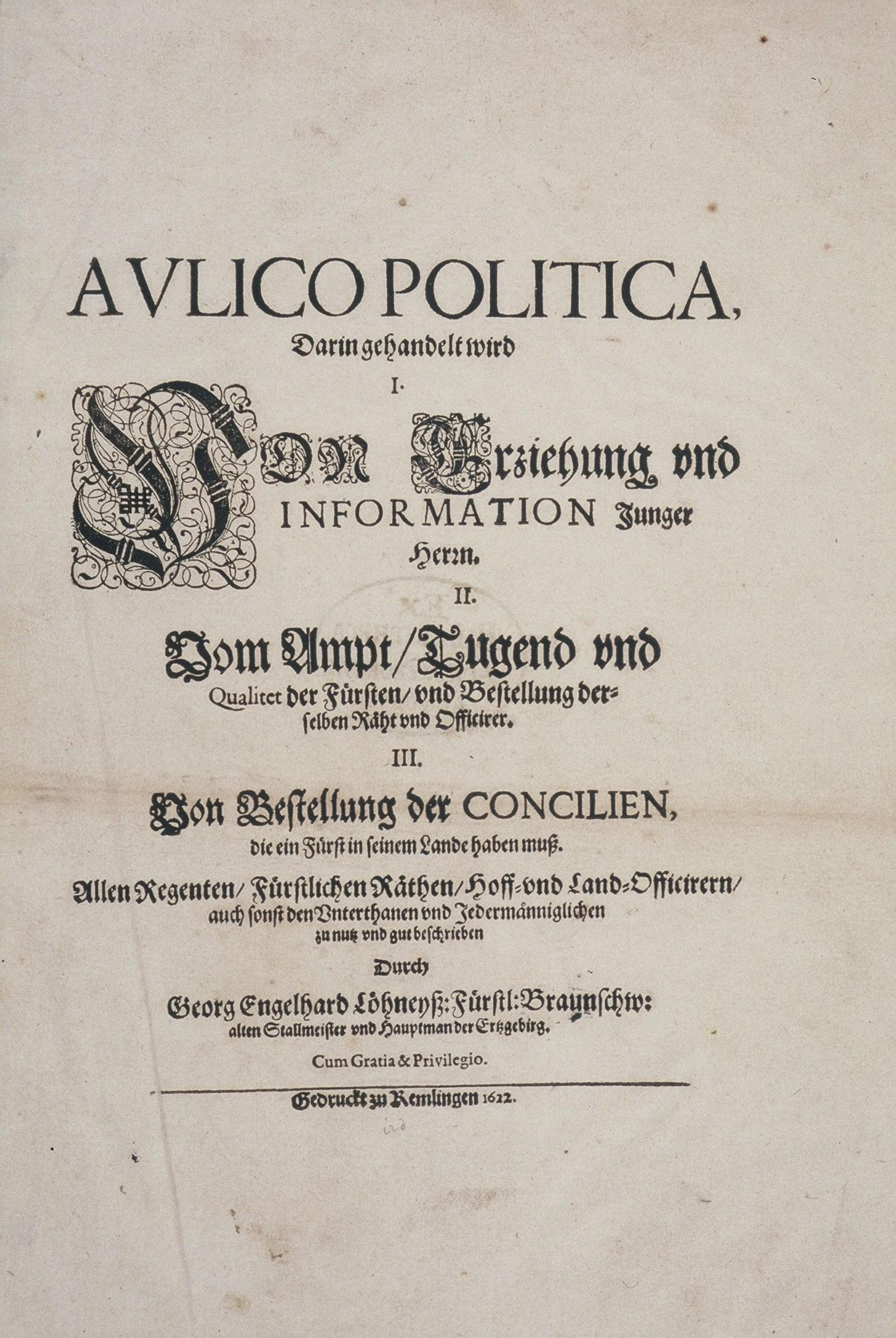
Titelkupfer von Löhneysens Aulico Politico, Ausgabe von 1622. Die Autorschaft Büttners ist zumindest für das Epigramm gesichert.

Im Jahr 1626 heiratete er Ursula von Löhneysen, die Tochter des Berghauptmanns im Herzogtum Braunschweig und früheren Stallmeisters des Herzogs Heinrich Julius zu Braunschweig-Lüneburg Georg Engelhard von Löhneysen. Am 1. Mai 1630 übernahm er von denen von Oldershausen als Ausgleich für ein nicht gezahltes Anwaltshonorar einen Meierhof zu Ackenhausen.
Seit dem 13. Juli 1633 war er Domherr des evangelischen Damenstiftes Gandersheim, nachdem Johannes von Oldershausen – wiederum aufgrund eines nicht gezahlten Honorars – zugunsten Büttners auf dieses Amt verzichtet hatte. Am 13. September 1634 war er Syndikus des Kapitels. Am 27. Februar 1637 wurde Büttner auf Anzeige des Pastors von Altgandersheim wegen „Augenausschlagen mit Hilfe von Kristallsehern“ verhaftet und für drei Monate inhaftiert, dann aber freigesprochen und wieder in sein Amt eingesetzt. Am 28. August 1639 wurde er erneut suspendiert – diesmal wegen Verächtlichmachung der Befehle der Äbtissin – und erst am 30. April 1645 nach Gehorsamsversprechen wieder eingesetzt.
In zweiter Ehe ehelichte Büttner am 15. Juni 1643 in Gandersheim Anna von Geitel (1611–1670), Tochter des Braunschweiger Ratsherrn und Zunftmeisters Heinrich v. Geitel; ihr Bruder Joachim v. Geitel war ebenfalls Kanonikus in Gandersheim. Aus dieser Ehe Büttner-Geitel stammten drei Kinder. Über die Tochter Anna Sabina Büttner ist Michael Büttner ein Vorfahre des Reichskanzlers Fürst Otto von Bismarck.
Am 28. Juli 1645 übertrug ihm das Kapitel des Damenstiftes Gandersheim die Senioratsgeschäfte. Er führte gegenüber den Stiftsdamen und -beamten ein strenges Regime und es gelang ihm auch, die Auswirkungen des Dreißigjährigen Krieges auf das Kloster zu mildern. Unter der Äbtissin Maria Sabina Gräfin zu Solms, für deren Wahl Büttner am 22. Januar 1650 gestimmt hatte, war er der eigentliche Herrscher im Stift. Am 15. September 1650 wurde Büttner zum Abteirat und Lehnssekretär bestellt.
Nach dem Tod Maria Sabinas im Jahr 1665 kam es zu Zerwürfnissen mit dem Stiftsrat, in deren Folge Büttner erneut seines Amtes enthoben wurde und ins Gefängnis kam, nachdem er die Magd der Kanonisse Johanna Elisabeth von Solms – der Universalerbin der verstorbenen Äbtissin – mit einem Stock geschlagen hatte. Nachdem er sich mit der neuen Äbtissin Herzogin Dorothea Hedwig von Schleswig-Holstein-Sonderburg-Norburg versöhnt hatte, wurde Büttner wieder in seine Ämter eingesetzt.
Zwei Jahre vor seinem Tode wurde sein Sohn Anastasius Domherr des Stifts. Michael Büttner starb am 4. Mai 1677 in Sellenstedt. Die Inschrift auf seinem Grabmal
Man stoßet mich, daß ich fallen soll, aber der Herr hilft mir. (Psalm 118)
hatte Michael Büttner noch selbst ausgewählt, um nach seiner Wiedereinsetzung als Kanoniker im Jahr 1645 seinen Triumph zu dokumentieren. Die prunkvolle Erbbegräbnisstätte aus Sandstein und Schiefer mit Inschriften, den Wappen der Büttners, Geitels und Löhneysens besteht noch heute im Dom von Gandersheim.

## Werke
- Mitarbeit an Löhneysen Aulico Politico, deutsch: Über die höfische Politik, 1622
- Mitarbeit an der dritten Auflage des Standardwerkes für die Reiterei Della Cavelleria, 1620